# (3270) Дадли
(3270) Дадли (лат. Dudley) — астероид, относящийся к группе астероидов пересекающих орбиту Марса. Он был открыт 18 февраля 1982 года американскими астрономами Кэролин Шумейкер и Шелте Басом в Паломарской обсерватории и назван в честь инженера и изобретателя Дадли Уайта (H. Dudley Wright).

Орбита астероида Дадли и его положение в Солнечной системе